# Filialkirche St. Georgen (Villach)

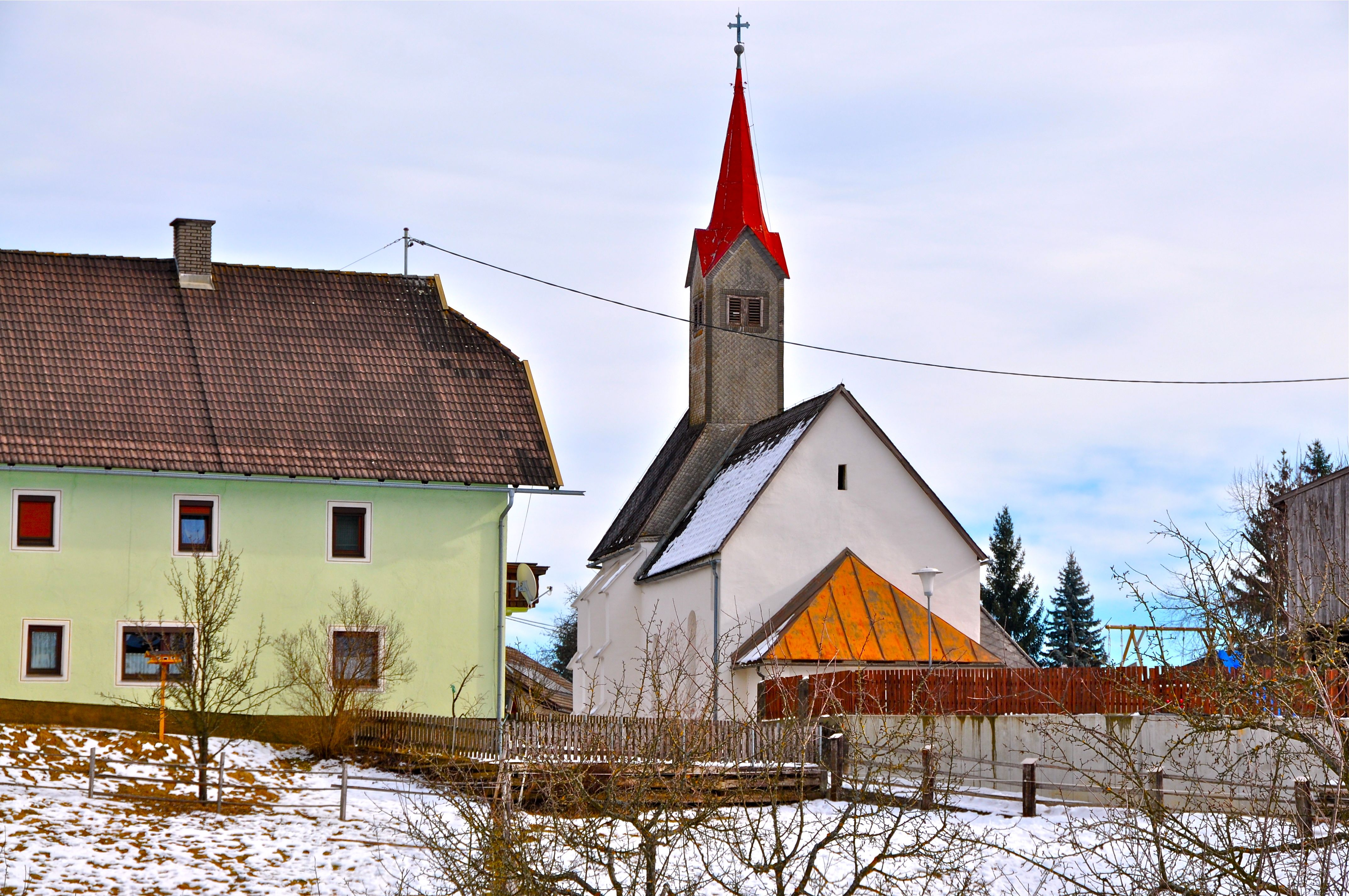
Filialkirche St. Georgen

Die Filialkirche St. Georgen in der Stadtgemeinde Villach in Österreich gehört zur Pfarre St. Martin. St. Georgen war angeblich bereits 1267 ein Vikariat von Maria Gail. Die erste gesicherte Erwähnung ist die Neuweihe 1489 nach der Zerstörung durch die Türken.

## Bauwerk
Die kleine Saalkirche besteht aus einem barock umgestalteten Langhaus und einem spätgotischen Chor. Die kleine Vorhalle mit flacher Holzdecke wurde um 1955 angebaut, aus dieser Zeit stammt auch der südliche Eingang. Der leicht eingezogene Chor mit Sockelzone wird von zweifach abgestuften, stark vortretenden Strebepfeilern gestützt. Eine Spitzpyramide bekrönt den Dachreiter über dem Chor. Die Sakristei fügt sich südlich zwischen Langhaus und Chor an. Über dem gotischen Eingangsportal befindet sich ein Wappen.
Über dem Langhaus streckt sich eine um 1600 entstandene Flachdecke mit Stuckkassetten. In der Mitte ist auf einem Medaillon der heilige Georg dargestellt. Ein eingezogener Triumphbogen verbindet das Langhaus mit dem einjochigen Chor mit Fünfachtelschluss. Ein Kreuzrippengewölbe mit runden Schlusssteinen ruht auf Rundiensten, die in Konsolen enden. An der mittleren Konsole der Nordseite ist eine Maske abgebildet.

## Einrichtung
Das Altarbild des Hochaltars aus der Mitte des 17. Jahrhunderts zeigt den heiligen Georg. Das Gemälde der heiligen Notburga am rechten Seitenaltar wurde 1756 von Johann Merckh gemalt.
An der nördlichen Chorwand ist eine kleine Anna-Selbdritt-Skulptur vom Anfang des 16. Jahrhunderts aufgestellt, links davon findet sich ein Gemälde des auferstandenen Christus aus dem 17. Jahrhundert. An der südlichen Chorwand steht eine romanische Madonna, die durch spätere Fassungen entstellt ist. Über der gotischen Sakristeitür hängt ein Gemälde mit dem Unterricht Mariä aus der zweiten Hälfte des 17. Jahrhunderts. Der heilige Georg ist als um 1480 geschnitzte Figur links des Triumphbogens und in einem Brustbild aus der zweiten Hälfte des 17. Jahrhunderts im südlichen Hauptschiff dargestellt. In der Sakristei werden eine gotische Predella sowie ein gotischer Schrank mit originalen Beschlägen und einem Aufsatz mit Flachschnitzerei aufbewahrt.